# Stephen Nicol
Stephen George Nicol (Irvine, 2 giugno 1983) è un rugbista a 15 italiano di origine scozzese che milita come seconda linea
Attualmente allenatore della under 18 del rugby Botticino.

## Biografia
Il 14 marzo 2017 ottiene la laurea magistrale in 'Scienze e tecniche delle attività motorie preventive e adattate' (LM-67) presso l'Università degli Studi di Brescia.

## Palmarès
- Campionati italiani: 1

Calvisano: 2011-12
- Coppe Italia: 1
Calvisano: 2003-04
- Trofei Eccellenza : 1
Calvisano: 2011-12